# Football Club Hound Dogs

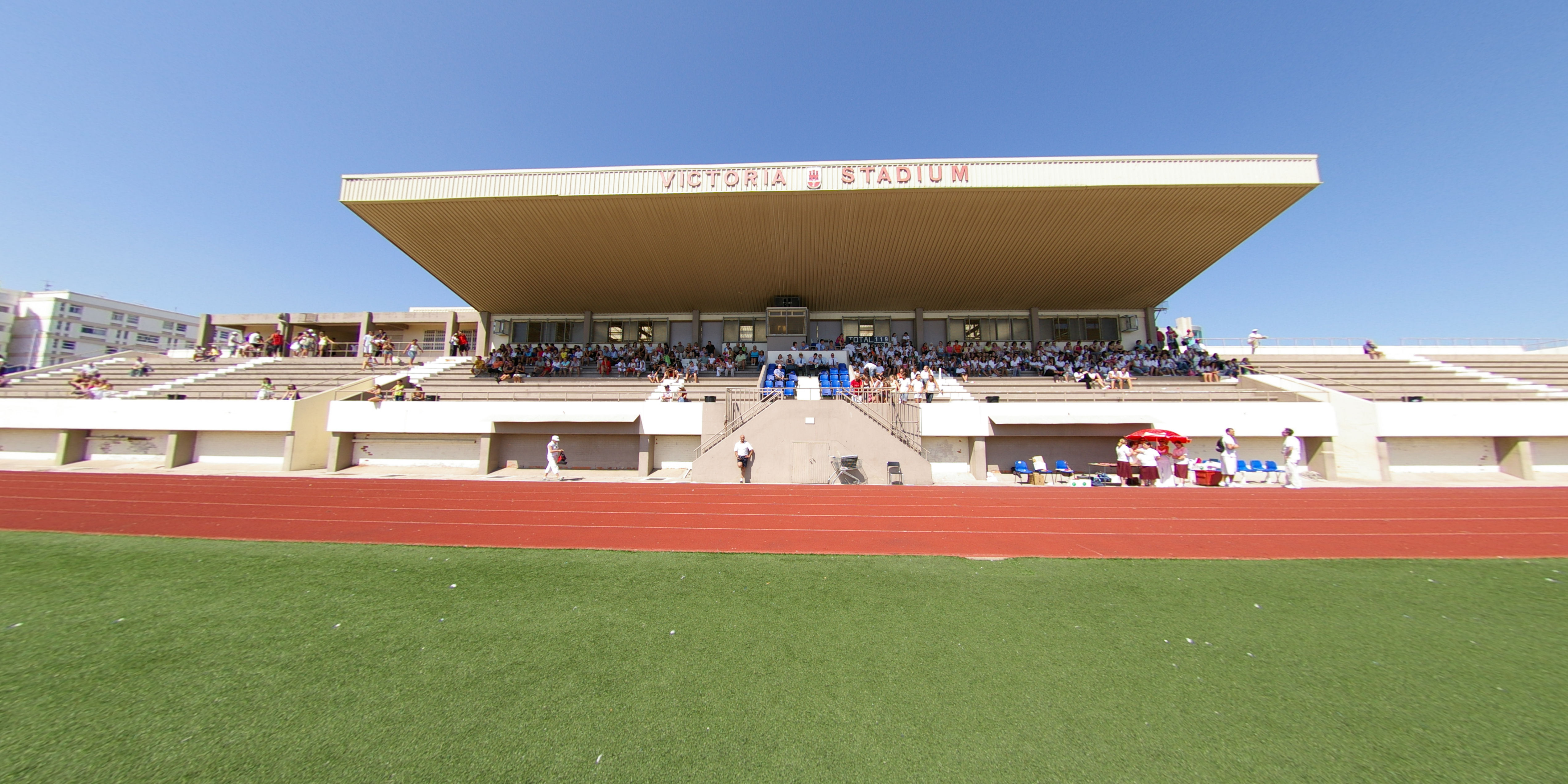
Hound Dogs comparte el Victoria Stadium con los demás equipos de Gibraltar.

FC Hound Dogs es un club de Fútbol y Fútbol Sala de Gibraltar. El club juega en la Segunda División de Gibraltar y en la Rock Cup; El equipo de Fútbol Sala juega en la Tercera División Gibraltareña para equipos de Fútbol Sala. 
FC Hound Dogs ofrece a los jóvenes futbolistas de Gibraltar la oportunidad de jugar al fútbol y al fútbol sala. El club tiene una política de rotación estricta, donde la atención se centra en dar a todos tiempo de juego.

## Historia
El club fue fundado en el verano de 2012 por Chris Gómez, Carl Bradford, David Bradford y Ercan Mehmet. Los cuatro crearon el club desde cero, más tarde se unió al cuerpo técnico para la temporada 2013-14 Tyrone Smith. Tanto Chris como Tyrone habían estado involucrados en el entrenamiento de fútbol juvenil durante muchos años en Gibraltar, y como resultado, tenía un grupo de jugadores jóvenes interesados en jugar para ellos.
La gran mayoría de este grupo de jugadores había estado involucrado con Chris y Tyrone en Lions Gibraltar F.C. , y más tarde en S.J. Athletic Corinthians Gibraltar   en el que jugaron junto a Ercan durante la temporada 2011-12 y ganaron una valiosa experiencia: jugar en la Primera División de Gibraltar. Al final de la temporada 2011-12, con el descenso de y desaparición de  Athletic Corinthians, los jugadores del club quedaron libres y sin un equipo para el cual jugar, como resultado FC Hound Dogs nació.
Después de recaudar dinero a través de los jugadores y miembros fundadores, fueron capaces de registrar el equipo y entrar en la Segunda División de Gibraltar en la temporada 2012-13; el patrocinio llegó posteriormente gracias a Calpe Hounds Public House.

### Temporada 2012-13
En su primera temporada (2012-13), FC Hound Dogs terminó en la cuarta posición en la Segunda División con 30 puntos en 18 partidos. Se llevaron 4 puntos en 2 partidos contra el campeón de la liga: Europa FC y también registraron una victoria 4-0 sobre el subcampeón de la liga Gibraltar Phoenix. También tuvieron la mejor defensa de la liga (junto con Gibraltar Phoenix ), concediendo tan sólo 22 goles en sus partidos 18 de la liga.
- Jugador del año: Jarvis Bautista
- Jugador de Jugadores: Kristian Sánchez
- Revelación del año: Jesse Moonilall
- Clubman del Año: Sean Harrison
- Bota de Oro: Nick Castillo

### Temporada 2013-14
Antes de que comience la temporada 2013-14, FC Hound Dogs eligió un comité formado por el presidente Sean Harrison, Vicepresidente / Tesorero Kristian Sánchez y el secretario del club Ercan Mehmet para hacerse cargo de todos los asuntos del club por lo que Chris podría centrarse puramente en la dirección técnica. Al club le costó entrar en ritmo a inicio de la temporada, ganando sólo 2 de sus 8 primeros partidos, pero después de vencer a Olympic Gibraltar 4-2 a inicios de diciembre el club dio un vuelco y pasó a perder sólo dos de sus restantes 13 partidos. Al igual que la temporada anterior, el club terminó con el mejor registro defensivo de la liga, encajando 23 goles en sus 22 partidos.
- Jugador del año: Jesse Moonilall
- Jugador de Jugadores: Sean Harrison
- Revelación del año: James Castle
- Clubman del Año: Juan Lucas Olivera
- Bota de Oro: Nick Naughton Rumbo

### Temporada 2014-15
La temporada 2014-15 vio a un nuevo FC Hound Dogs, tras la salida de varios jugadores clave a la Universidad. Otra racha de resultados decepcionantes vieron al club, al pie de la tabla por primera vez en su existencia. Diciembre resultó ser el punto de inflexión de nuevo; una victoria contra Boca Juniors aumentó la confianza para entrar en 2015 y el club ganó 6 de sus 16 partidos restantes para terminar 11º.
- Jugador del año: Matt Draper
- Jugador de Jugadores: James Castle
- Revelación del año: Leeroy Ruiz
- Clubman del Año: Jason Costa
- Premio Fair Play: John Lucas Olivera
- Bota de Oro: John Lucas Olivera

Esta temporada se lanzó un equipo de fútbol sala por primera vez.

### Temporada 2015-16
La temporada 2015-16 vio el promedio más joven de toda su historia ya que el club continuó su política de contratar jóvenes; hubo una serie de debutantes de 16 años de edad como Sean De Soto, Etien Victoria, James Simpson, Ivan Borg y Jake Cameron. Después de tener un buen comienzo de temporada obteniendo 4 puntos en dos partidos partidos, tuvieron que esperar hasta noviembre para registrar una nueva victoria; una serie de derrotas seguidas a pesar de algunas actuaciones alentadores y  tuvo la mala suerte de no sostener un empate contra el eventual campeón Europa Point que logró ganar 4-3 en un emocionante partido antes de Navidad. Esa actuación fue seguida por una victoria contra Cannons FC empezando el 2016, sin embargo, siguió una serie de resultados decepcionantes, donde apenas se consiguió 1 punto en 5 partidos. Los objetivos eran difíciles de conseguir, pero se enfrentaron hasta el final y lograron conseguir 2 victorias y un empate en sus últimos 6 partidos para terminar la temporada en 10º puesto.
- Jugador del año: Shaun De Ath
- Jugador de Jugadores: John Lucas Olivera
- Revelación del año: Sean De Soto
- Clubman del Año: Juan Blanco Carcano
- Ganador Bota de Oro: John Lucas Olivera

### Temporada 2016-17
El club jugará en la Segunda división de Gibraltar.

## Fútbol Sala
La sección de futsal en Hound Dogs se creó de manera oficial en el año 2015. Actualmente el equipo juega en la Tercera División.
El club luchó para ponerse en marcha en las primeras etapas de la temporada 2015-16; a pesar de una mejor segunda mitad fueron relegados decepcionantemente de la Tercera División al ubicar la 10° y última posición y deberían haber jugado la temporada 2016-17 en la Cuarta División, sin embargo, debido a que una serie de equipos abandonaron la liga se les permitió inscribirse en la Tercera División.